# Huyunxiang (sockenhuvudort i Kina, Jiangxi Sheng, lat 28,79, long 116,81)
Huyunxiang är en sockenhuvudort i Kina. Den ligger i provinsen Jiangxi, i den sydöstra delen av landet, omkring 91 kilometer öster om provinshuvudstaden Nanchang. Antalet invånare är 18 214. Befolkningen består av 8 740 kvinnor och 9 474 män. Barn under 15 år utgör 28,0 %, vuxna 15-64 år 63 %, och äldre över 65 år 8,0 %.
Runt Huyunxiang är det tätbefolkat, med 266 invånare per kvadratkilometer. Närmaste större samhälle är Yugan, 16,4 km sydväst om Huyunxiang. Trakten runt Huyunxiang består till största delen av jordbruksmark.
Genomsnittlig årsnederbörd är 2 308 millimeter. Den regnigaste månaden är juni, med i genomsnitt 395 mm nederbörd, och den torraste är oktober, med 33 mm nederbörd.